# 澤萊內哈伊 (瓦西里夫卡市鎮)
47°23′31″N 35°21′48″E / 47.39194°N 35.36333°E
澤萊內哈伊（烏克蘭語：Зелений Гай）是位於烏克蘭東南部的村莊，由扎波羅熱州瓦西里夫卡區的瓦西里夫卡市鎮負責管轄。該村始建於1922年，面積8.94平方公里，海拔高度91米，2001年人口233，人口密度每平方公里26.1人。